# 大渔村窑址
大渔村窑址为南朝至宋代的民间瓷窑遗址，位于中国四川省成都市邛崃市临邛镇大渔村。2006年5月25日列為第六批全國重點文物保護單位，歸入第三批全國重點文物保護單位什邡堂邛窯遺址。
大渔村窑址现存窑包3座，面积约4800平方米，窑具、瓷片大量暴露于地表，是邛窑遗址的早期窑口之一。